# 繁岡耕晴
繁岡 耕晴（しげおか こうせい、明治2年〈1869年〉2月 - 没年不明）とは、明治時代の日本画家。

## 来歴
尾形月耕の門人。画家・繁岡翠坡の子。東京に生まれる。通称金太。『日本美術院百年史』によれば、明治期に以下の絵画協会に作品を出品したことが知られる。また、榛原の美術部に務めている。

## 作品
- 「愛育」　明治30年（1897年）、日本絵画協会第2回絵画共進会　※二等褒状を受賞
- 「春野」　明治33年、第8回日本絵画協会・第3回日本美術院連合絵画共進会